# ガジャヤナスタジアム
ガジャヤナスタジアム（インドネシア語: Stadion Gajayana）はインドネシアの東ジャワ州・マランに所在する多目的競技施設である。主にサッカー競技施設として用いられ、アレマ・マランのホームスタジアムでもある。35,000人を収容することができるが、現在収容人員を40,000人にするために拡張中であり、施設名称をマラン・オリンピック・ガーデンに変更する予定である。